# God Only Knows
God Only Knows ist ein Song der amerikanischen Popband The Beach Boys. Er wurde 1966 als achter Track auf ihrem Album Pet Sounds veröffentlicht. God Only Knows wurde von Brian Wilson komponiert und produziert, den Text schrieb Tony Asher. Die Leadstimme für dieses Lied sang Carl Wilson, der im abschließenden Kanon von Brian Wilson und Bruce Johnston ergänzt wird.
Das Lied wurde in den USA als B-Seite der Single Wouldn’t It Be Nice veröffentlicht und erreichte Platz 39 der amerikanischen Billboard-Charts. In Großbritannien wurde es als A-Seite veröffentlicht und kam auf Rang 2.

## God Only Knows
Laut Brian Wilson und Beach-Boys-Historiker war God Only Knows der erste Popsong, der das Wort „God“ im Titel enthielt. Das Lied, die Melodiestruktur und die Aufnahme waren technisch die bis dato aufwendigste Produktion der Beach Boys. Brian Wilson, der das Lied komplett arrangierte und produzierte, verwendete für dieses Stück für damalige Zeiten eher untypische Instrumente, wie beispielsweise Waldhörner. Von den Songs auf dem Album Rubber Soul der Band The Beatles sei er zu God Only Knows inspiriert worden.

## Musik und Text
Der Text stammt vom englischen Texter Tony Asher, mit dem Brian Wilson für das gesamte Pet-Sounds-Album zusammenarbeitete. Asher gab in mehreren Interviews an, dass er zwar alle Texte für das Album schrieb, er allerdings nur in Worte gefasst habe, was Brian Wilson ihm in stundenlangen Gesprächen erzählt habe.
Das Lied ist als Liebeslied konzipiert. Sehr untypisch an dem Lied ist, dass es mit der Zeile „I may not always love you“ beginnt. Brian Wilson hielt diese Zeile für den Anfang für zu negativ, Asher kämpfte allerdings um diesen Beginn. Der Sinn dieses Negativums erschließt sich in der zweiten Zeile, als Asher ein „but as long as there are stars above you“ hinzufügt. Wobei sinnerfasst beide Zeilen zusammen ein „Ich werde dich lieben, bis sich die Sonne verdunkelt – für immer“ ergeben.
Auffallend an diesem Lied ist, dass keine Reimstruktur vorhanden ist, dies dem Zuhörer aber nicht unbedingt auffällt. Zeilen 1, 2 und 5 werden mit einem „you“ beendet, während Zeile 3 und 4 mit einem „it“ enden. In der zweiten Strophe enden die Zeilen 1 bis 4 mit dem Wort „me“.
Die Musik zu diesem Stück stammt von Brian Wilson. Er benutzte für dieses Lied zum ersten Mal eine Technik, die später zu seinem Markenzeichen wurde. Wilson komponierte das Stück nicht in den üblichen Standardakkorden, sondern fügte ihnen noch einen zusätzlichen Basston bei, was für einen sehr ungewöhnlichen Klang sorgte. Dies führt dazu, dass der – am Klavier gespielte – tiefe Bass eine eigene Melodielinie mit sich führt.
Das Lied weist zudem in der Mitte einen reinen Instrumentalbereich auf sowie anschließend einen weiteren Teil, den die Beach Boys mit ihren Stimmen, aber ohne Worte unterlegen. Das Lied endet, ebenfalls sehr untypisch, mit einem Kanon.

## Gesang zuGod Only Knows
Bei den ersten Aufnahmen sang Brian Wilson die Leadstimme. Er entschied sich allerdings dazu, das Lied von seinem Bruder Carl singen zu lassen. „Mache nichts mit dem Lied. Singe es ganz gerade, so wie es ist. Hole tief Luft und sei ganz entspannt“ gab Brian Wilson seinem Bruder Anweisung.
Sowohl im Mittelteil als auch im Kanon hatte Brian Wilson anfänglich Probleme damit, die passenden Sänger zu finden. Er hatte neben den mittlerweile sechs Beach Boys noch Terry Melcher sowie seine Frau Marilyn und ihre Schwester Diane Rovell, die bei den Gesangsaufnahmen zugegen waren. Dies führte dazu, dass die Stimmen zu überladen wirkten. Deshalb entschied sich Brian Wilson, die Stimmen wieder zu reduzieren und den Kanon mit nur drei Stimmen umzusetzen, seiner eigenen, der von Carl Wilson und der von Bruce Johnston.

## Aufnahmen
Die Instrumente wurden am 10. März 1966 in den Western Studios in Hollywood (Kalifornien) aufgenommen. Toningenieur war Chuck Britz. Das Stück wurde live im Studio eingespielt und benötigte rund 20 Versuche.
Die Gesänge wurden an mehreren Tagen zwischen März und April 1966 aufgenommen. Hierbei wurden die Columbia Studios verwendet. Toningenieur bei diesen Aufnahmen war Ralph Balantin.

### Beteiligte Musiker
- Hal Blaine – Schlagzeug
- Jesse Erlich – Cello
- Carl Fortina – Akkordeon
- Jim Gordon – Perkussion
- Bill Green – Flöte
- Leonard Hartman – Klarinette, Bassklarinette
- Jim Horn – Flöte
- Bruce Johnston – Hintergrundgesang
- Carol Kaye – E-Bass
- Larry Knechtel – Hammond-Orgel
- Leonard Malarsky – Violine
- Jay Migliori – Bariton-Saxophon
- Frank Marocco – Akkordeon
- Ray Pohlman – E-Bass
- Don Randi – Klavier
- Lyle Ritz – Kontrabass
- Alan Robinson – Waldhorn
- Sid Sharp – Violine
- Darrel Terwilliger – Violine
- Brian Wilson – Hintergrundgesang
- Carl Wilson – Hauptstimme, Hintergrundgesang

## Rezeption
Die Zeitschrift Rolling Stone wählte God Only Knows 2004 auf Platz 25 und 2021 auf Platz 11 der 500 besten Songs aller Zeiten. In der Aufstellung der 500 besten Songs aller Zeiten des New Musical Express erreichte er Platz 14.
Pitchfork kürte God Only Knows zum besten Song der 1960er Jahre.
Die deutsche Zeitschrift Musikexpress wählte ihn auf Platz 6 der 700 besten Songs aller Zeiten.
Time nahm God Only Knows in die Auswahl der 100 größten Songs auf.
Paul McCartney äußerte in verschiedenen Interviews, dass er God Only Knows für den schönsten Song hält, der jemals geschrieben wurde. Während eines BBC-Interviews meinte er:

God Only Knows is one of the few songs that reduces me to tears every time I hear it. It’s really just a love song, but it’s brilliantly done. It shows the genius of Brian. I’ve actually performed it with him and I’m afraid to say that during the sound check I broke down. It was just too much to stand there singing this song that does my head in, and to stand there singing it with Brian.”

„God Only Knows ist eines der wenigen Lieder, das mich jedes Mal zum Weinen bringt, wenn ich es höre. Es ist nur ein Liebeslied, aber es ist brillant gemacht. Es zeigt, was Brian für ein Genie ist. Ich habe es einmal mit ihm zusammen aufgeführt, und ich fürchte, sagen zu müssen, dass ich während des Soundchecks zusammengebrochen bin. Es war einfach zu viel, dort zu stehen und dieses Lied zu singen, das mich fertigmacht, und dort zu stehen und es mit Brian zu singen.“

Die Hörer von BBC Radio 2 wählten God Only Knows als eines von drei Liedern, das ihr Leben verändert hat.
In einer Leserumfrage des Rolling Stone wurde God Only Knows auf Platz 1 der 10 besten Songs der Beach Boys gewählt.

## Coverversionen
Das Lied wurde von zahlreichen Künstlern interpretiert. Glen Campbell, Jack Jones, Neil Diamond, David Bowie und Andy Williams zählen zu den bekanntesten. Joss Stone veröffentlichte im Jahr 2005 eine Coverversion dieses Stückes. Brian Wilson veröffentlichte eine neue Version dieses Liedes auf der CD New Music from an Old Friend, das von Phil Ramone produziert wurde.
Liste der Coverversionen (Auszug)
- Brenda & the Tabulations 1967 auf ihrem Album Dry Your Eyes
- P. P. Arnold 1968 auf ihrem Album Kafunta
- The Vogues 1970 auf dem Album The Vogues Sing the Good Old Songs
- Claudine Longet 1972 auf dem Album Let’s Spend the Night Together
- Mandy More 1972 auf ihrem Album But That Is Me
- Olivia Newton-John 1974 auf dem Album If You Love Me, Let Me Know
- Betty Everett 1975 auf dem Album Happy Endings
- Captain & Tennille 1975 auf dem Album Love Will Keep Us Together
- Neil Diamond 1977 auf dem Album I’m Glad You’re Here With Me Tonight
- David Bowie 1984 auf dem Album Tonight
- Charly García und Pedro Aznar 1991 auf dem Album Tango 4 als Sólo Dios Sabe
- Justin Hayward 1994 auf dem Album Classic Blue
- The Real Group 1994 auf dem Album Nothing But the Real Group
- The Manhattan Transfer 1995 auf dem Album Tonin’
- The Nylons 1996 auf dem Album Run for Cover
- Jars of Clay 1999 auf Front Yard Luge
- John Wetton 2003 auf dem Album Rock of Faith (Liveversion; nur in Japan veröffentlicht)
- Holly Cole 2003 auf dem Album Shade
- Mandy Moore und Michael Stipe 2004 auf dem Soundtrack zum Spielfilm Saved! – Die Highschool-Missionarinnen
- Jonatha Brooke 2004 auf dem Album Back in the Circus
- Kim Kuzma 2005 auf dem Album Who You Are
- Joss Stone 2005 auf dem der Special Edition des Albums Mind Body & Soul
- John Pizzarelli 2006 auf dem Album Knowing You
- Luciana Souza auf ihrem Album The New Bossa Nova (2007)
- Wayne Hussey auf Bare (2008)
- Jamie Cullum auf Devil May Care (2010)
- A Mighty Windy Barbershop Quartett in Bioshock Infinite (Videospiel, 2013)
- Avenged Sevenfold auf The Stage (Deluxe Edition) (2017)
- Pentatonix auf ihrem Album The Best of Pentatonix Christmas (2019)